# Szorstkogonek ogólnogórski
Szorstkogonek ogólnogórski (Liogluta wuesthoffi) – gatunek chrząszcza z rodziny kusakowatych i podrodziny rydzenic. Zamieszkuje zachodnią i środkową część Europy.

## Taksonomia
Gatunek ten opisany został po raz pierwszy w 1938 roku przez Georga Benicka pod nazwą Atheta wuesthoffi.

## Morfologia
Chrząszcz o wydłużonym, dość tęgim ciele długości od 3,8 do 4,8 mm. Wierzch ciała jest błyszczący, niezbyt gęsto punktowany, porośnięty rozproszonymi, dość długimi, nieco podniesionymi włoskami. Głowa, czułki i przedplecze są smoliście czarne. Głowa jest zaokrąglona, o niepełnym obrzeżeniu skroni i grubych czułkach. Przedplecze jest nieco szersze od głowy, lekko poprzeczne, bardzo wyraźnie i silnie szagrynowane, często o zatartym punktowaniu. Pokrywy mają rzeźbę taką jak przedplecze, a ubarwienie zwykle smoliste, rzadko czarniawobrązowe. Kolor odnóży jest smolisty z rudobrązowo rozjaśnionymi goleniami i stopami. U tylnej pary stóp człon pierwszy nie jest dłuższy od drugiego. Odwłok jest smoliście czarny. Tylko trzy początkowe tergity mają u podstawy wyraźne wgłębienia poprzeczne. U samca szósty tergit ma niezmodyfikowane punktowanie i szeroką, płasko zaokrągloną, wyprostowaną pośrodkowo krawędź tylną z delikatnym obrzeżeniem obecnym przynajmniej po bokach. U samicy szósty tergit jest nieco bardziej wąsko zaokrąglony, a szósty sternit ma krawędź tylną równomiernie zaokrągloną i niewystającą poza ów tergit.

## Ekologia i występowanie
Owad głównie górski, zasiedlający stanowiska podmokłe i pobrzeża potoków. Bytuje w ściółce.
Gatunek palearktyczny, europejski, znany z Francji, Belgii, Holandii, Niemiec, Szwajcarii, Austrii, Włoch, Polski i Czech.